# Guillaume Bemenou
Guillaume Bemenou est un footballeur international béninois, né le 5 août  1984 à la Tronche (Isère), évoluant au poste de gardien de but à Eybens.

## Biographie
Guillaume Bemenou est formé au Grenoble Foot 38. Durant l'été 2005, il est transféré au FC Brussels, première division belge, où il ne joue aucun match avec l'équipe première.
Lors de l'été 2006, il revient en France en s'engageant à l'Union sportive Roye-Noyon, alors entraînée par Jean-Guy Wallemme, qui évolue en championnat de France amateur 2 (cinquième division). Il rejoint ensuite Aurillac Foot Cantal Auvergne, club de championnat de France amateur (quatrième division) en juin 2008.
En 2010, il arrive au Stade olympique de Chambéry football (CFA 2) avec lequel il va atteindre les quarts de finale de la Coupe de France en l'emportant sur des clubs de Ligue 1 : l'AS Monaco, le Stade Brestois et le FC Sochaux-Montbeliard. La même année, le club termine premier de son groupe et est même sacré champion de France amateur 2 au niveau national, mais n'est pas autorisé par la Direction nationale du contrôle de gestion à accéder au CFA.
En juillet 2012, il revient au Grenoble Foot 38 mais il résilie son contrat deux mois plus tard, en vue d'un transfert dans le club anglais de Sheffield Wednesday. Ce transfert n'a finalement pas lieu, puisque le club conserve son gardien Nicki Wiever, et, après deux mois en Angleterre, il revient en France.
Pendant, deux ans, il ne trouve pas de club, bien qu'il participe à deux matchs avec la sélection du Bénin en mars et juin 2013.
En 2014, il signe un contrat avec le Football Club d'Échirolles qui évolue en CFA 2. La saison suivante il fait son retour au Grenoble Foot 38 en CFA.

## Statistiques
Les données en coupe nationale sont inconnues sauf pour les saisons 2005-2006 (pas de match joué) et 2010-2011 (8 matchs).
| Saison                | Club                  | Championnat           | Championnat | Championnat | Coupe(s) nationale(s) | Coupe(s) nationale(s) | Bénin | Bénin | Total | Total |
| Saison                | Club                  | Division              | M.          | B.          | M.                    | B.                    | M.    | B.    | M.    | B.    |
| 2005-2006             | FC Brussels           | 1                     | -           | -           | -                     | -                     | -     | -     | 0     | 0     |
| 2006-2007             | US Roye               | 5                     | 1           | 0           | -                     | -                     | -     | -     | 1     | 0     |
| 2007-2008             | US Roye               | 5                     | 7           | 0           | -                     | -                     | -     | -     | 7     | 0     |
| 2008-2009             | Aurillac FCA          | 4                     | 30          | 0           | -                     | -                     | -     | -     | 30    | 0     |
| 2009-2010             | Aurillac FCA          | 4                     | 26          | 0           | -                     | -                     | -     | -     | 26    | 0     |
| 2010-2011             | SO Chambéry           | 5                     | 23          | 0           | 8                     | 0                     | 2     | 0     | 33    | 0     |
| 2011-2012             | SO Chambéry           | 5                     | 28          | 0           | -                     | -                     | 3     | 0     | 31    | 0     |
| 2014-2015             | FC Échirolles         | 5                     | 25          | 0           | -                     | -                     | -     | -     | 25    | 0     |
| 2015-2016             | Grenoble Foot 38      | 4                     | -           | -           | -                     | -                     | -     | -     | 0     | 0     |
| Total sur la carrière | Total sur la carrière | Total sur la carrière | 140         | 0           | -                     | -                     | 7     | 0     | 147   | 0     |